# Camchaya calcarea
Camchaya calcarea là một loài thực vật có hoa trong họ Cúc. Loài này được Kitam. mô tả khoa học đầu tiên năm 1968.